# Polycoryphinae
Polycoryphinae – podrodzina kosarzy z podrzędu Laniatores i rodziny Assamiidae. Obejmuje 48 opisanych gatunków zgrupowanych w 36 rodzajach.

## Morfologia i zasięg
Kosarze te mają górną część przedniej krawędzi karapaksu uzbrojoną w sterczący ku górze po skosie kolec. Nogogłaszczki mają uda na brzusznej powierzchni zaopatrzone w ząbki o długości mniejszej niż średnica tego członu. Przetchlinki w bruździe za biodrami czwartej pary, jak i płytka przetchlinkowa zasłonięte są ząbkami. Odnóża pierwszej pary mają ostatnią sekcję stopy dwuczłonową. Na odnóżach trzeciej i czwartej pary stopy nie mają pseudonychium, a podwójne pazurki są niezmodyfikowane, pozbawione grzebieniowatych ząbków.
Przedstawiciele podrodziny występują w subtropikalnej i tropikalnej części Afryki (kraina etiopska), na subkontynencie indyjskim oraz Półwyspie Indochińskim (kraina orientalna).

## Systematyka
Takson ten wprowadzony został w 1935 roku przez Carla Friedricha Roewera. Według stanu na 2023 rok zalicza się do niego 48 opisanych gatunków zgrupowanych w 36 rodzajach:
- Anaimalus Roewer, 1929
- Binderella Roewer, 1935
- Bueana Roewer, 1927
- Gulufia Roewer, 1935
- Harpenna Roewer, 1935
- Henriquea Roewer, 1927
- Karalaica Roewer, 1927
- Kodaika Roewer, 1929
- Koyna Roewer, 1915
- Maracandellus Roewer, 1923
- Maracandinus Roewer, 1912
- Maracandus Simon, 1879
- Mormuga Roewer, 1927
- Mudumalus Roewer, 1929
- Oppalnia Roewer, 1927
- Paktongius Suzuki, 1969
- Palmanella Roewer, 1927
- Panchganius Roewer, 1935
- Parakodaika Goodnight & Goodnight, 1944
- Paramaracandus Suzuki, 1976
- Pashokia Roewer, 1927
- Phalcochina Roewer, 1927
- Polycoryphus Loman, 1902
- Procoryphus Roewer, 1950
- Pulchrandus H. Kauri, 1985
- Pykara Roewer, 1929
- Santhomea Roewer, 1927
- Senarba Roewer, 1927
- Sonega Roewer, 1935
- Thomecola Roewer, 1935
- Uviranus H. Kauri, 1985
- Yadoa Roewer, 1936
- Zirolana Roewer, 1940